# Robert Jensen
|  | For andre personer med navnet, se Robert Jensen (flertydig). |
Robert Jensen  (født 15. august 1900, død 24. juli 1944 på Frederiksberg) var en dansk modstandsmand.
Modstandsbevægelsen oprettede og udbyggede en betydelig illegal trafik over Øresund, og trods omfattende tysk kontrol lykkedes det ikke besættelsesmagten på noget tidspunkt at bryde det illegale Danmarks kontakt udadtil.
Udbygningen af de illegale ruter tog navnlig fart under jødeforfølgelserne i efteråret 1943. En af de betydeligste illegale transportlinjer over Øresund var Dansk-Svensk Flygtningetjeneste, som oprettedes ved direkte samarbejde mellem danskerne og svenskerne. Denne organisations leder var Robert Jensen, også kaldet "Tom".
Robert Jensen var handelsuddannet og ejede sammen med en kompagnon, Werner Gyberg, radiofirmaet Gyberg & Jensen. Han havde længe deltaget aktivt i modstandskampen. Da en kreds af svenske jøder stillede 160.000 kr. til rådighed for transporttjenesten over Øresund, påtog Robert Jensen sig beredvilligt ledelsen heraf. Han bestred hvervet med stor dygtighed og udførte et så omfattende arbejde inden for transporttjenesten som næppe nogen anden.
Derudover løste han mange andre opgaver. Han indså tidligt betydningen af, at der tilgik udlandet oplysninger om den danske modstandskamp og de hjemlige forhold i øvrigt. Han sikrede sig derfor daglig postforbindelse med Sverige og organiserede eksprespost med særlige både.
Om formiddagen den 24. juli 1944 stormede Gestapo Robert Jensens kontor på Forchhammersvej 7. Han var da i færd med at gennemgå dagens post med to medarbejdere og faldskærmsmanden Ole Geisler. Det lykkedes Ole Geisler og den ene af medarbejderne at undslippe, men Robert Jensen og hans nære ven, Thorkild Tronbjerg, blev skudt på stedet.
Den 5. juli 1945 blev hans jordiske rester i Ryvangen opgravet og ført til Retsmedicinsk Institut og blev 29. august 1945 genbegravet i Mindelunden i Ryvangen.
Josef Søndergaard med dæknavnet Tom var også radioforhandler i Istedgade.